# Лібія-зубодзьоб велика
Лібія-зубодзьоб велика (Tricholaema hirsuta) — вид дятлоподібних птахів родини лібійних (Lybiidae).

## Поширення
Вид поширений в Західній та Центральній Африці від Сенегалу до Західної Кенії. Мешкає у низовинних первинних лісах та у старих вторинних лісах.

## Опис
Дрібний птах, завдовжки 17–18 см, вагою — 43–63 г. Самець має синьо-чорну голову з білою «бровою» та білими «вусами». Верхня частина тіла чорна з жовтими плямами на спині та жовтими смужками на крупі. Хвіст буро-чорний. Горло чорне. Груди та боки жовті з чорними мітками. Крила буро-чорні, деякі пера мають жовті краї. Дзьоб чорний, а ноги сірі. Очі червоні або червоно-карі. У самиці спинні мітки і нижня частина більше золотисто-жовті.

## Спосіб життя
Трапляється поодинці або парами. Їжу шукає на корі дерев та вздовж гілок кущів. Раціон складається з фруктів, включаючи кістянки та ягоди, а також комах, таких як жуки та гусениці.